# Álgebra de von Neumann
Em matemática, uma álgebra de von Neumann ou álgebra W* é uma álgebra * de operadores limitados sobre um espaço de Hilbert que é fechado na topologia de operador fraco e contém o operador identidade.